# ポール・ル・マット
ポール・ル・マット（Paul Le Mat,  1945年9月22日 - ）は、アメリカ合衆国の俳優である。

## 来歴
1945年、ニュージャージー州ラーウェイに生まれる。家系はフランス、スコットランド、イギリス、アイルランド、そしてキューバ系の血を引いている。後にカリフォルニア州の高校を卒業し、同州の大学へ進学するが、ベトナム戦争のためにアメリカ海軍へ従軍して、6か月をフィリピンで過ごした経験もある。
俳優として1972年にテレビ映画『猛火と闘う男たち/ファイヤーハウス』で映画デビュー。翌年1973年にジョージ・ルーカス監督の『アメリカン・グラフィティ』のメインキャストに抜擢されたことで知名度が上昇。1974年には同作品での演技が評価され、ゴールデングローブ賞の新人賞を受賞した。同作品は低予算で製作されたにもかかわらず興行的な成功も収め、後に製作された『アメリカン・グラフィティ2』へも出演している。役者として認知されたことからその後も順調にキャリアを重ねて、映画やテレビドラマなど様々な分野で活躍する役者へと成長し、俳優の地位を確固たるものとした。1985年に出演したテレビ映画『バーニング・ベッド』でもゴールデングローブ賞のテレビ映画・ミニシリーズ部門の助演男優賞を獲得している。

### 私生活
1978年にプロデューサーのSuzanne De Passeと結婚し、二人の間に3人の子供も生まれている。

## 出演作品

### 映画
- 猛火と闘う男たち/ファイヤーハウス Firehouse (1972) ※テレビ映画
- アメリカン・グラフィティ American Graffiti (1973)
- 雨のロスアンゼルス Aloha, Bobby and Rose (1975)
- アメリカン・グラフィティ2 More American Graffiti (1979)
- メルビンとハワード Melvin and Howard (1980)
- デスバレー Death Valley (1982)
- The Gift of Life (1982) ※テレビ映画
- Jimmy the Kid (1982)
- ロックン・ルール Rock & Rule (1983) ※声の出演
- ストレンジ・インベーダーズ Strange Invaders (1983)
- バーニング・ベッド The Burning Bed (1984) ※テレビ映画
- The Night They Saved Christmas (1984) ※テレビ映画
- Long Time Gone (1986) ※テレビ映画
- 青春のランナウェイ P.K. and the Kid (1987)
- ハノイ・ヒルトン The Hanoi Hilton (1987)
- P.I./プライベート・インベスティゲーション P.I. Private Investigations (1987)
- 殺意の大地 Into the Homeland (1987) ※テレビ映画
- 知りすぎた子供たち Secret Witness (1988)
- Easy Wheels (1989)
- Grave Secrets (1989)
- パペット・マスター Puppetmaster (1989)
- スレット/脅迫 Veiled Threat (1989)
- 新・暗くなるまで待って/意外な目撃者 Blind Witness (1989) ※テレビ映画
- FBI/復讐の挽歌 In the Line of Duty: Siege at Marion (1992) ※テレビ映画
- ヴァージニアの告白/過去のない女 Woman with a Past (1992)
- Deuce Coupe (1992)
- ウィッシュマン Wishman (1992)
- Caroline at Midnight (1994)
- 異常心理教室 Sensation (1994)
- Deep Down (1995)
- アメリカン・ヒストリーX American History X (1998)
- The Outfitters (1999)
- Big Bad Love (2001)
- ロングショット The Long Shot (2004)
- サイボーグ・シティ Chrome Angels (2009)

### テレビドラマ
- 鷲の翼に乗って On Wings of Eagles (1986)
- ザ・ヒッチハイカー The Hitchhiker (1987)
- ジェシカおばさんの事件簿 Murder, She Wrote (1988)
- トワイライト・ゾーン The Twilight Zone (1988)
- レイ・ブラッドベリ・シアター The Ray Bradbury Theater (1992)
- ロンサム・ダブ Lonesome Dove: The Series (1994, 1995)
- Grace Under Fire (1995)
- コナン Conan (1997)
- Beyond Belief: Fact or Fiction (2000)